# Meester van de Triptiek van Morrison

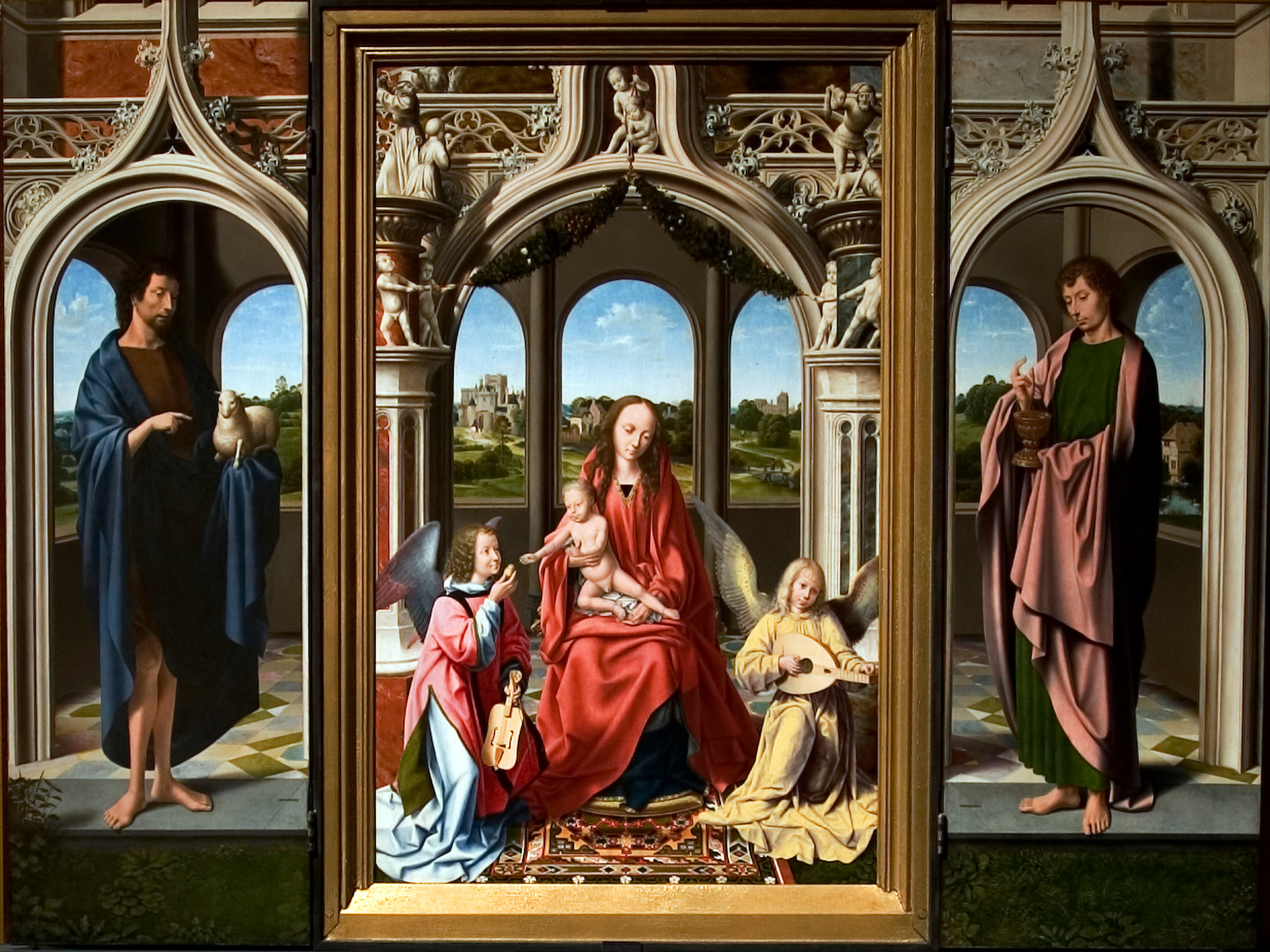
Maria met kind en heiligen in het museum van Toledo ca. 1500 - 1510

Meester van de Triptiek van Morrison, is de noodnaam van een Vlaams kunstschilder die rond de overgang van de 15e naar de 16e eeuw actief was. Hij leefde vermoedelijk in Antwerpen en werd beïnvloed door de Antwerpse school en deels de Haarlemse school.
De aanduiding van de anonieme kunstenaar verwijst naar de onbekende schilder van het triptiek: Maria met kind en heiligen. De kunsthistoricus en curator Max Jakob Friedländer gaf deze in 1967 de noodnaam Meester van de Triptiek van Morrison naar de kunstverzamelaar Alfred Morrison (1821-1897) uit wiens collectie het schilderij oorspronkelijk kwam.
Het werk was een kopie van een werk van Hans Memling uit ca. 1500: Tronende Madonna met Kind en Heiligen. De kopie is deels getrouw nagemaakt maar ook aangepast aan de smaak van de periode. Het landschap op de achtergrond is echter ruimer opgezet en de invulling van de architectuur geeft meer perspectief. De opdrachtgever van het origineel, in het zwart rechts van de Madonna, werd vervangen door een luitspelende engel.

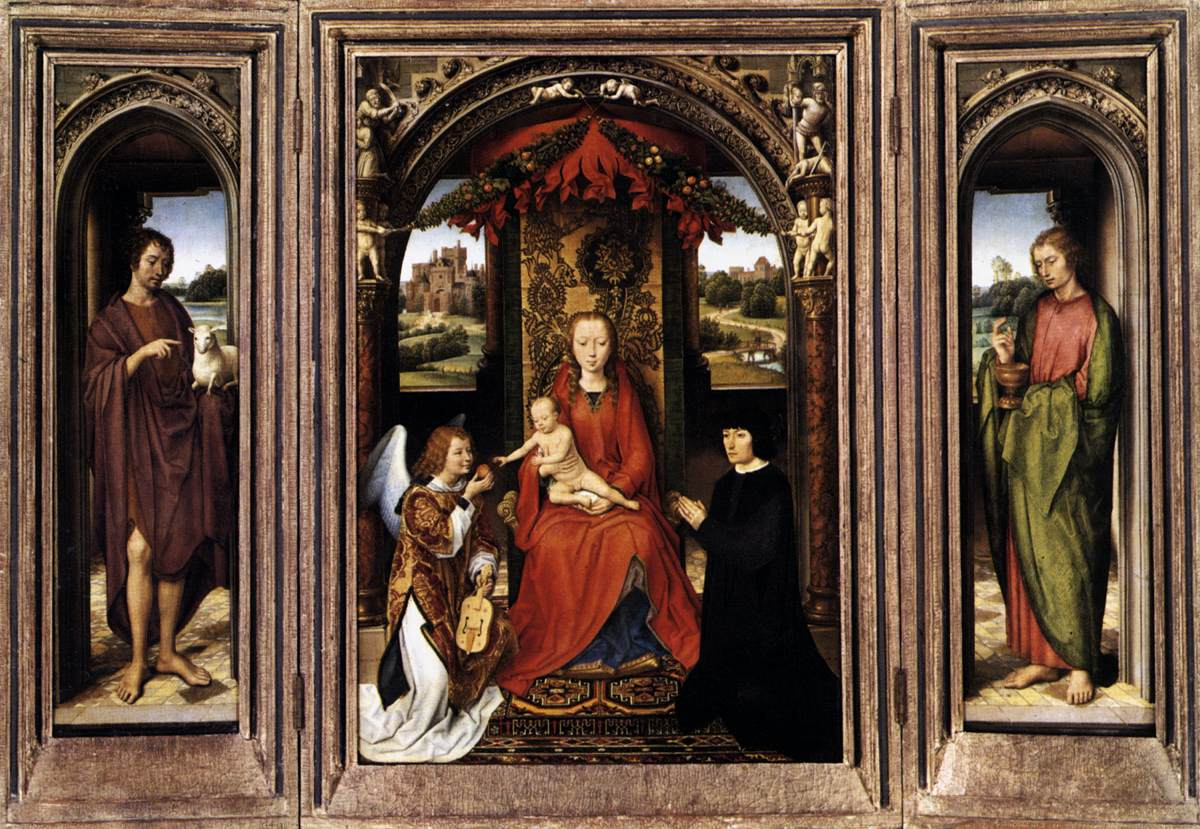
Origineel Tronende Madonna met Kind en Heiligen van Memling ca. 1485 waar de Meester van de Triptiek van Morrison de kopie van maakte

## Mogelijke namen
Anderen hebben Quinten Massijs en de uit Holland afkomstige Simon van Herlam en de Haarlemse schoolschilder Geertgen tot Sint Jans als mogelijke Meester van de Triptiek van Morrison genoemd.
Volgens Friedländer is het eerder mogelijk dat de meester een onbekende volgeling van Quinten Massijs was. Het lijkt er het meeste op dat hij een assistent van Quinten Massijs is geweest of een op zichzelf werkende meester die Massijs goed kende.

## Werken

### Aanbidding der Herders
Het houten paneel dat zich in het Catharijneconvent in Utrecht bevindt, toont Jezus in een kribbe met Maria, Jozef rechts achter haar, engelen en herders. De stenen kribbe verwijst naar de tombe waarin Jezus na zijn dood werd begraven.
Dit soort paneeltjes werden gemaakt voor privé-devotie. Het is 45 op 31 centimeter groot. Er zijn veel overeenkomsten met een ander werk van dezelfde schilder in Zaragoza. In 1989 werd het grondig gerestoreerd. Dendrologisch onderzoek wijst uit dat de jongste jaarring in het paneel stamt uit 1496.

Aanbidding der Herders, ca. 1510 - 1519 in het Catharijneconvent
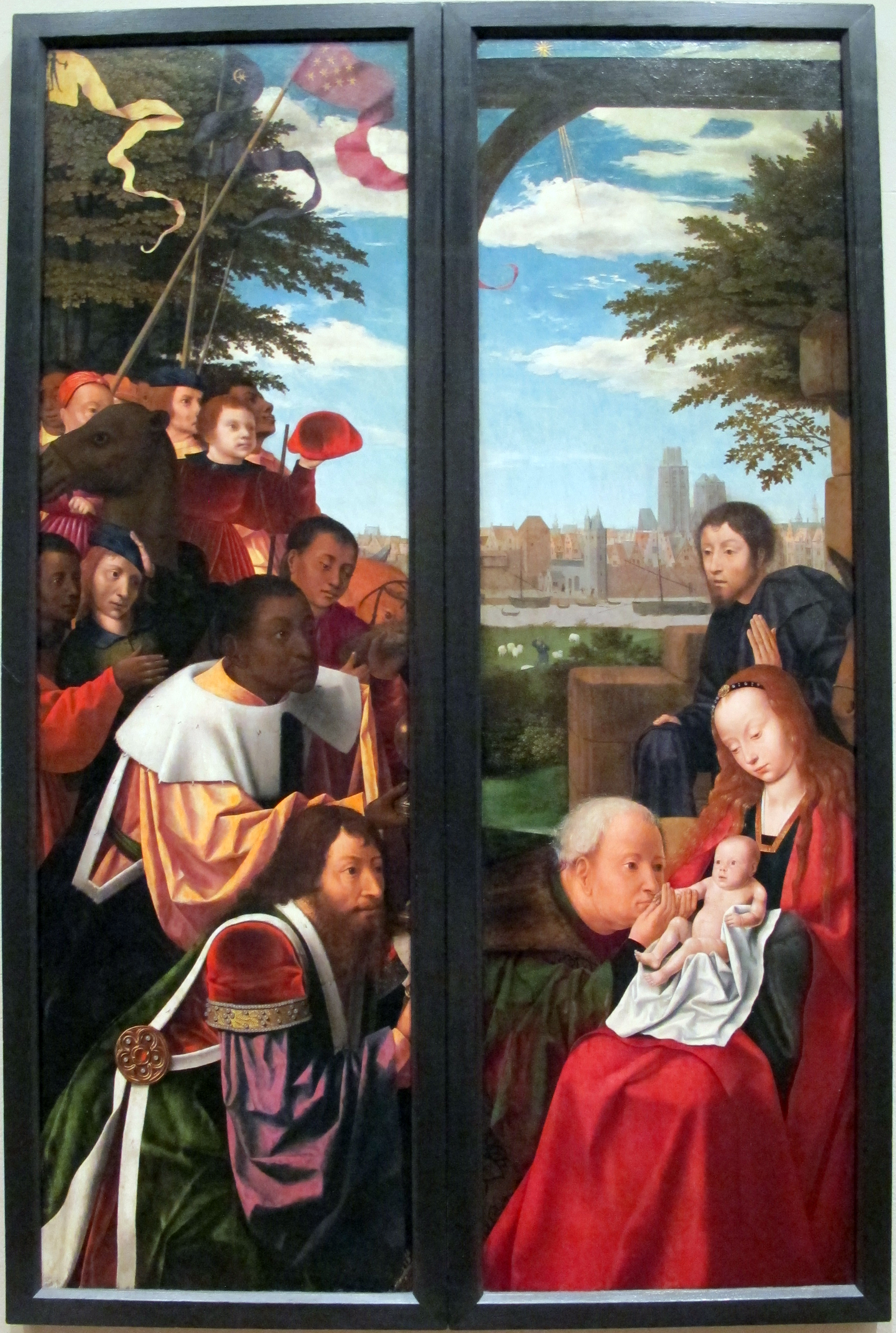
Adoratie van de koningen, ca 1510 (achtergrond: kathedraal van Antwerpen in aanbouw)
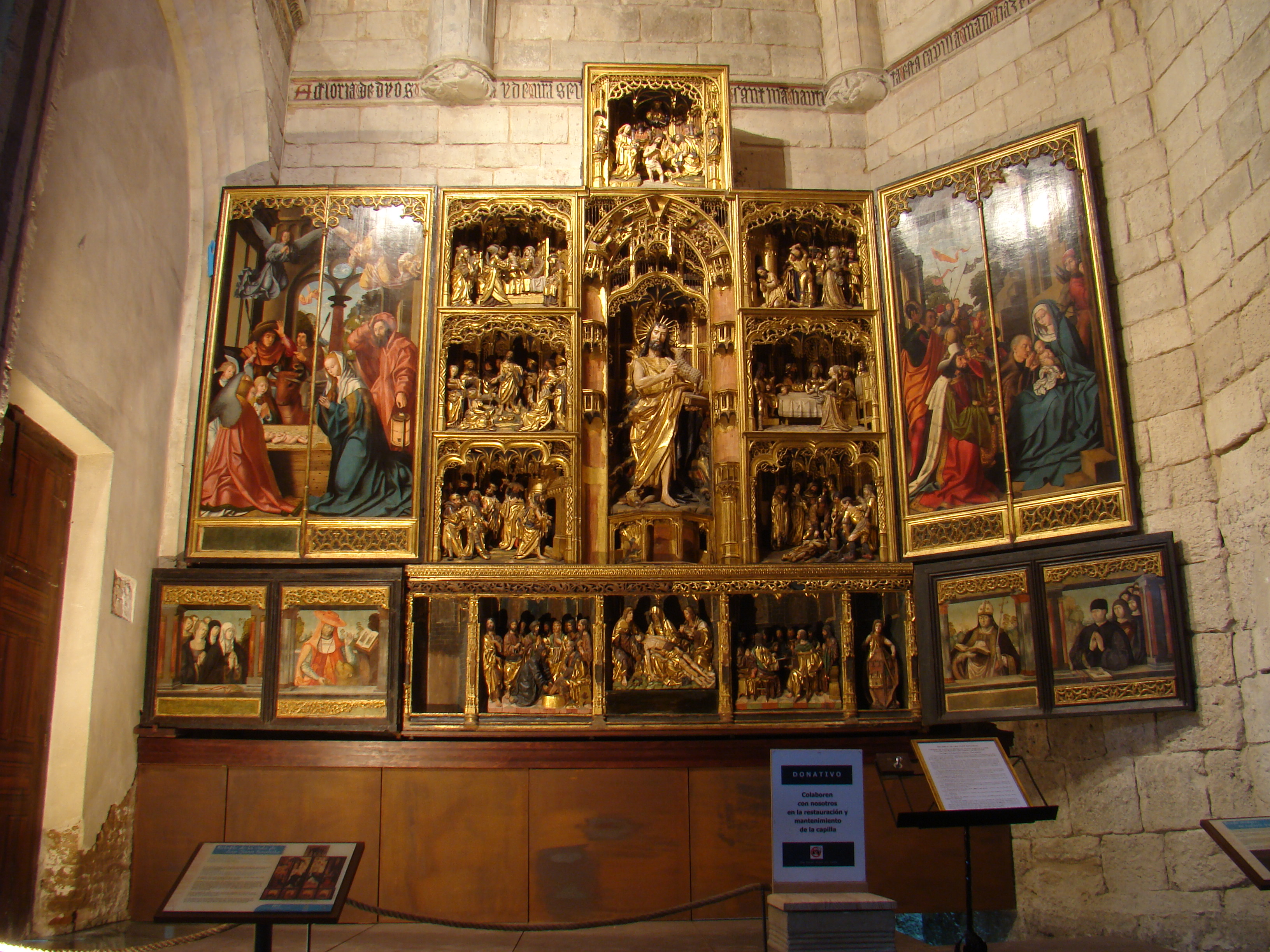
Sint-Jans retabel in de Sint-Salvatorkerk in Valladolid in Spanje
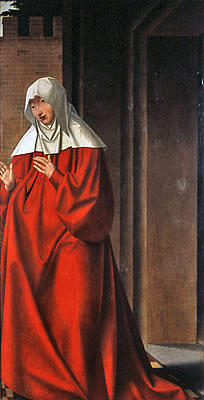
Heilige Elisabeth, ca. 1510
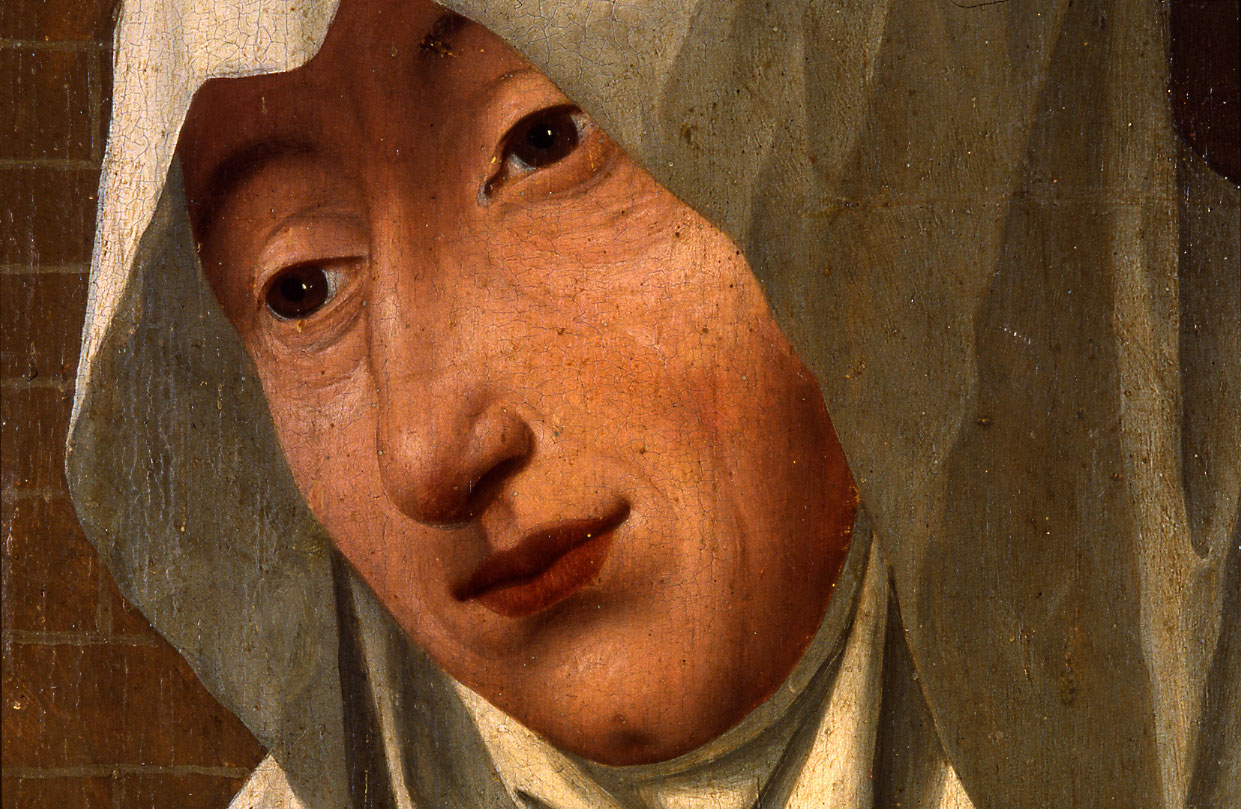
Detail Heilige Elisabeth
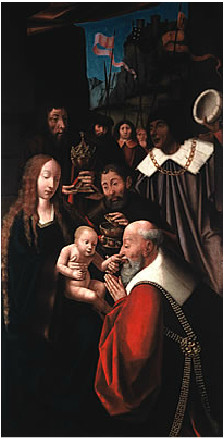
Aanbidding der wijzen, ca. 1510
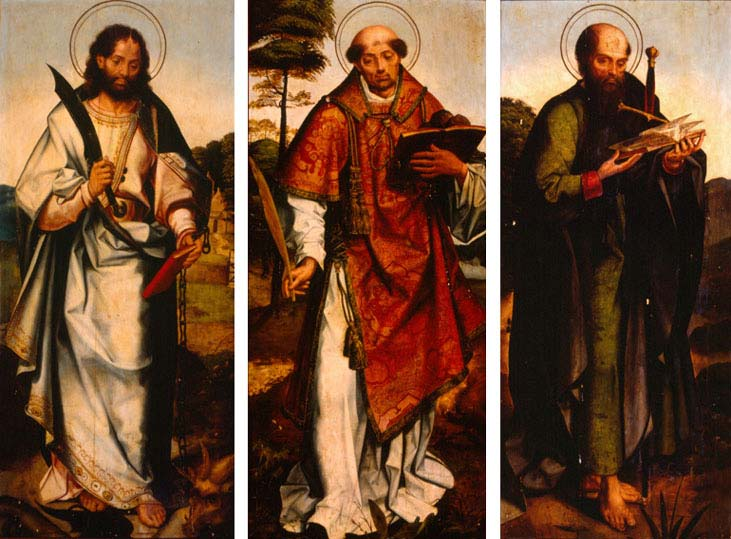
Drie heiligen, 16e eeuw